# Wujadin Stanojkowiḱ
Wujadin Stanojkowiḱ (cyryl. Вујадин Станојковиќ; ur. 10 września 1963 w Kumanowie) – macedoński piłkarz grający na pozycji obrońcy.

## Kariera klubowa
Stanojkowiḱ urodził się w Kumanowie, a w tamtejszym klubie FK Kumanowo rozpoczął karierę piłkarską. W 1985 roku występował w pierwszym zespole, a na początku 1986 odszedł do czołowego klubu z Macedonii, Wardaru Skopje. Tam stał się podstawowym zawodnikiem, a w sezonie 1987/1988 osiągnął największy sukces w historii klubu, gdy przyczynił się do wywalczenia przez Wardar mistrzostwa Jugosławii. W drużynie ze Skopja grał do lata 1989 i rozegrał dla niej 96 meczów oraz zdobył 7 goli.
Latem 1989 roku Stanojkowiḱ przeszedł do stołecznego Partizana Belgrad, ówczesnego zdobywcy Pucharu Jugosławii. Tam, podobnie jak w Wardarze, grał w podstawowym składzie, a swój jedyny sukces osiągnął w sezonie 1992/1993, gdy został drugi raz w karierze mistrzem kraju. W Partizanie grał przez cztery sezony, a jego dorobek to 110 meczów i 9 goli.
W 1993 roku Stanojkowiḱ trafił do Szwecji i został zawodnikiem grającego w pierwszej lidze Degerfors IF. Tam grał do 1996 roku, a na początku 1997 zmienił barwy klubowe i został zawodnikiem Trelleborgs FF. Przez kolejne dwa lata grał w Allsvenskan, a w 1998 roku zakończył piłkarską karierę.
| Sezon   | Klub             | Kraj       | Rozgrywki             | Mecze | Bramki |
| ------- | ---------------- | ---------- | --------------------- | ----- | ------ |
| 1985/86 | FK Kumanowo      | Jugosławia | III liga              | 18    | 3      |
| 1985/86 | Wardar Skopje    | Jugosławia | Prva liga Jugoslavije | 4     | 0      |
| 1986/87 | Wardar Skopje    | Jugosławia | Prva liga Jugoslavije | 27    | 4      |
| 1987/88 | Wardar Skopje    | Jugosławia | Prva liga Jugoslavije | 32    | 1      |
| 1988/89 | Wardar Skopje    | Jugosławia | Prva liga Jugoslavije | 33    | 2      |
| 1989/90 | Partizan Belgrad | Jugosławia | Prva liga Jugoslavije | 27    | 2      |
| 1990/91 | Partizan Belgrad | Jugosławia | Prva liga Jugoslavije | 32    | 1      |
| 1991/92 | Partizan Belgrad | Jugosławia | Meridijan Superliga   | 24    | 1      |
| 1992/93 | Partizan Belgrad | Jugosławia | Meridijan Superliga   | 27    | 5      |
| 1993    | Degerfors IF     | Szwecja    | Allsvenskan           | 14    | 3      |
| 1994    | Degerfors IF     | Szwecja    | Allsvenskan           | 25    | 0      |
| 1995    | Degerfors IF     | Szwecja    | Allsvenskan           | 7     | 0      |
| 1996    | Degerfors IF     | Szwecja    | Allsvenskan           | 23    | 2      |
| 1997    | Trelleborgs FF   | Szwecja    | Allsvenskan           | 25    | 1      |
| 1998    | Trelleborgs FF   | Szwecja    | Allsvenskan           | 9     | 0      |

## Kariera reprezentacyjna
W reprezentacji Jugosławii Stanojkowiḱ zadebiutował 31 marca 1988 roku w zremisowanym 1:1 towarzyskim meczu z Włochami. W 1990 roku został powołany przez selekcjonera Ivicę Osima do kadry na Mistrzostwa Świata we Włoszech. Tam zagrał we dwóch spotkaniach grupowych: wygranych 1:0 z Kolumbią i 4:1 ze Zjednoczonymi Emiratami Arabskimi. Do 1992 roku rozegrał w kadrze Jugosławii 21 meczów i zdobył jednego gola. W latach 1994–1995 Stanojkowiḱ rozegrał 7 meczów w reprezentacji Macedonii.

## Po zakończeniu kariery
Po zakończeniu kariery Stanojkowiḱ pełnił funkcję dyrektora w klubie FK Makedonija Ǵorcze Petrow. W 2004 roku został trenerem Wardaru Skopje, a w 2006 roku został asystentem selekcjonera Srečko Kataneca w reprezentacji Macedonii.